# Friesen
Friesen é uma comuna francesa na região administrativa de Grande Leste, no departamento Alto Reno. Estende-se por uma área de 8,48 km². Em 2010 a comuna tinha 654 habitantes (densidade: 77,1 hab./km²).